# Archidiócesis de Sevilla
La archidiócesis de Sevilla (en latín: Archidioecesis Hispalensis) es una circunscripción eclesiástica de la Iglesia católica en España. Se trata de una archidiócesis latina, sede metropolitana de la provincia eclesiástica de Sevilla. Desde el 17 de abril de 2021 su arzobispo es José Ángel Saiz Meneses.

## Territorio y organización

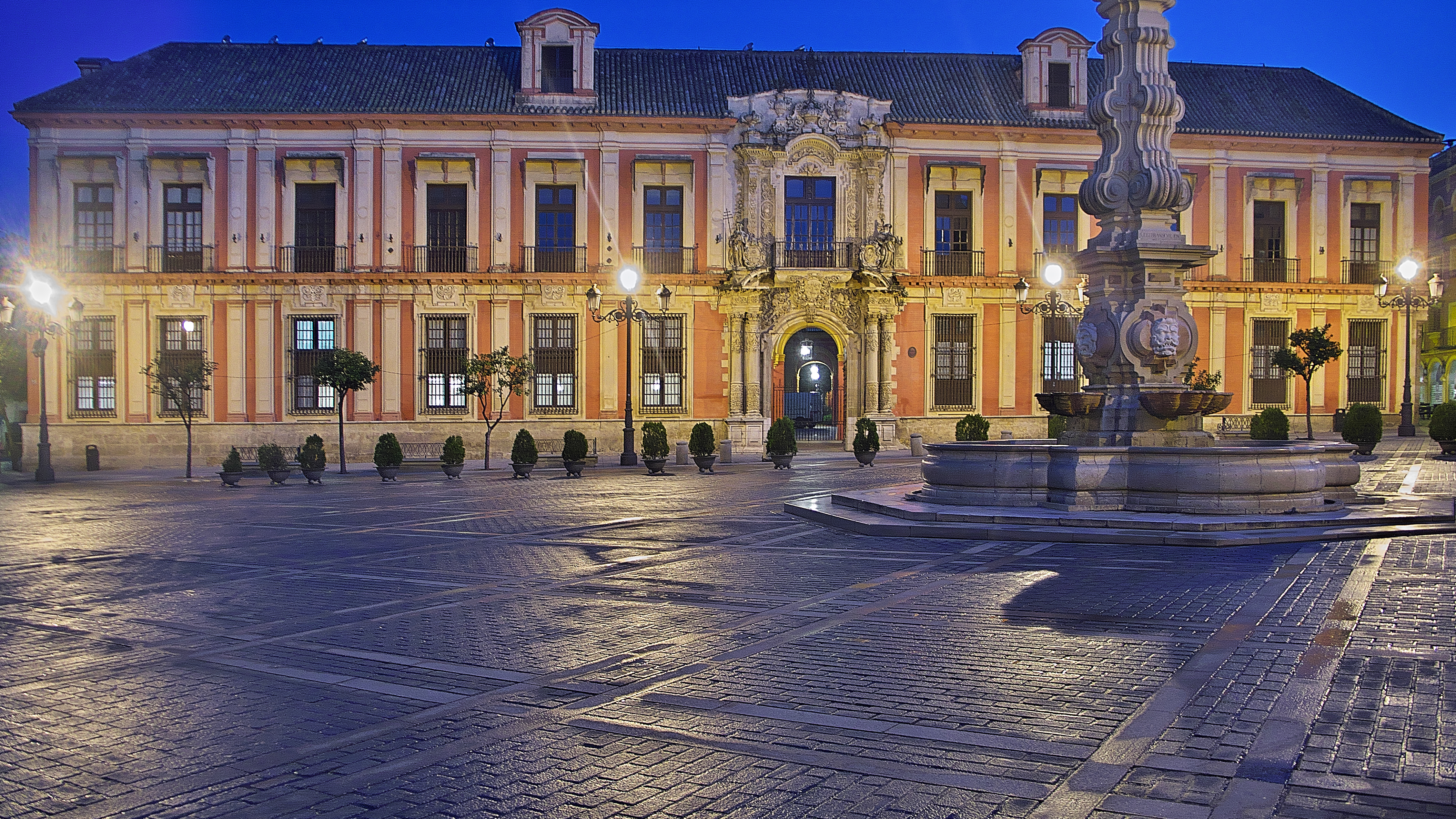
Palacio arzobispal de Sevilla

La archidiócesis tiene 14 036 km² y extiende su jurisdicción sobre los fieles católicos de rito latino residentes en la provincia de Sevilla en la comunidad autónoma de Andalucía.
La sede de la archidiócesis se encuentra en la ciudad de Sevilla, en donde se halla la Catedral de Santa María de la Sede y de la Asunción (el edificio gótico más grande del mundo) y las basílicas menores de: María Santísima de la Esperanza Macarena (declarada en 1966 por el papa Pablo VI), de Jesús del Gran Poder (declarada en 1992 por el papa Juan Pablo II), de Santa María Auxiliadora (declarada en 2008 por el papa Benedicto XVI) y del Cristo de la Expiración (declarada en 2012 por el papa Benedicto XVI).
La arquidiócesis tiene como sufragáneas a las diócesis de: Cádiz y Ceuta, Córdoba, Huelva, Canarias, Asidonia-Jerez y San Cristóbal de La Laguna.
En 2020 en la archidiócesis existían 264 parroquias.

## Historia
La diócesis fue erigida probablemente en el siglo III, época en la que se encuentran constancias documentales de los primeros obispos, pero quizás en una época aún más antigua, según la tradición el origen de la diócesis se remonta a los tiempos apostólicos de la época romana, alrededor del siglo I. San Geroncio, obispo de Itálica, predicó en la Bética durante los tiempos apostólicos, y al parecer dejó a un pastor en Sevilla. En el año 303, cuando las santas Justa y Rufina fueron martirizadas por negarse a adorar al ídolo de Salambó, hubo un obispo de Sevilla llamado Sabino, que asistió al Concilio de Illiberis en 287.
En el siglo IV fue elevada al rango de archidiócesis metropolitana.
Zenón (472-486) fue nombrado vicario apostólico por el papa Simplicio, y el papa Hormisdas dio el mismo cargo al obispo Salustio en las provincias de Bética y Lusitania. 
En el siglo VII vivieron los famosos arzobispos san Leandro y san Isidoro. El primero de ellos contribuyó a la conversión de Ermenegildo y Recaredo y presidió el III Concilio de Toledo en el 589. El segundo presidió el IV Concilio de Toledo y fue ilustre por su doctrina, tanto que posteriormente fue proclamado doctor de la Iglesia.
Durante la dominación árabe, la sucesión episcopal sólo dejó rastros débiles. Durante aproximadamente un siglo, desde mediados del siglo XII hasta mediados del siglo XIII, la diócesis estuvo suprimida.
En 1251 se restableció la sede. El hijo del rey Felipe de Castilla fue nombrado arzobispo de Sevilla, mientras que se le dio como coadjutor de Santo Domingo a Raimundo de Losana, obispo de Segovia, que se convirtió en arzobispo cinco años después, en la abdicación del infante. Además de los capítulos de la catedral, otra comunidad de clérigos se formó para cantar el oficio divino en la Capilla Real de Sevilla (presidida por la Virgen de los Reyes) de 1252.
Tras la Reconquista la mayoría de las mezquitas de la ciudad fueron convertidas en iglesias, pero Santa María la Blanca, la Santa Cruz y la San Bartolomé fueron concedidas a los judíos como sinagogas. La catedral se construyó sobre la base de la gran mezquita (anteriormente, basílica visigoda), obra del emir que construyó la mezquita de la Aljama, reconstruida en 1171 por el emir almohade Yusuf-ben Yacub. El famoso campanario de la Giralda es obra de Almanzor. Para conseguir la orientación litúrgica, cuando la mezquita se transformó en catedral su ancho pasó a ser el largo de la nueva iglesia y se dividió en dos partes, de las cuales la más pequeña se separó del resto con una balaustrada y una reja para crear la capilla real.
Tras el descubrimiento de América, la archidiócesis de Sevilla amplió su jurisdicción territorial al Nuevo Mundo. Cuando se crearon las primeras diócesis americanas en la década de 1510, Sevilla pasó a ser metropolitana. La jurisdicción metropolitana de Sevilla sobre América cesó el 12 de febrero de 1546, con la elevación de las sedes de Santo Domingo, México y Lima al rango de archidiócesis.
El 22 de octubre de 1953 cedió una parte de su territorio (la provincia de Huelva) para la erección de la diócesis de Huelva mediante la bula Laetamur vehementer del papa Pío XII.
El 30 de abril de 1958, en virtud del decreto Quum sollemnibus de la Congregación Consistorial, se revisaron los límites de la archidiócesis para hacerlos coincidir con los de la provincia civil, en aplicación del concordato entre el Estado español y la Santa Sede de 1953. La archidiócesis de Sevilla cedió el arciprestazgo de Campillos y la parroquia de La Alameda a la diócesis de Málaga, y las 2 parroquias de Fuente Palmera y Puente Genil a la diócesis de Córdoba. Por otro lado se amplió con los arciprestazgos de Olvera y Grazalema que pertenecían a la diócesis de Málaga.
El 3 de marzo de 1980 cedió otra porción de su territorio (la parte de la provincia de Cádiz) para la erección de la diócesis de Asidonia-Jerez mediante la bula Archiepiscopus Hispalensis del papa Juan Pablo II.

## Estadísticas
Según el Anuario Pontificio 2021 la arquidiócesis tenía a fines de 2020 un total de 1 897 000 fieles bautizados.
| Año                                                                             | Población            | Población | Población      | Sacerdotes | Sacerdotes    | Sacerdotes    | Bautizados por sacerdote | Diáconos permanentes | Religiosos | Religiosos | Parroquias |
| Año                                                                             | Bautizados católicos | Total     | % de católicos | Total      | Clero secular | Clero regular | Bautizados por sacerdote | Diáconos permanentes | Varones    | Mujeres    | Parroquias |
| ------------------------------------------------------------------------------- | -------------------- | --------- | -------------- | ---------- | ------------- | ------------- | ------------------------ | -------------------- | ---------- | ---------- | ---------- |
| 1950                                                                            | 1 750 000            | 1 750 610 | 100.0          | 753        | 428           | 325           | 2324                     |                      | 822        | 3675       | 319        |
| 1969                                                                            | 1 838 061            | 1 838 061 | 100.0          | 1033       | 571           | 462           | 1779                     |                      | 1098       | 3473       | 263        |
| 1980                                                                            | 1 826 650            | 1 827 540 | 100.0          | 949        | 516           | 433           | 1924                     |                      | 801        | 3410       | 320        |
| 1990                                                                            | 1 532 560            | 1 600 024 | 95.8           | 741        | 414           | 327           | 2068                     | 18                   | 561        | 2096       | 247        |
| 1999                                                                            | 1 735 000            | 1 744 770 | 99.4           | 654        | 387           | 267           | 2652                     | 38                   | 511        | 2401       | 255        |
| 2000                                                                            | 1 733 200            | 1 745 230 | 99.3           | 656        | 386           | 270           | 2642                     | 28                   | 458        | 2276       | 256        |
| 2001                                                                            | 1 764 728            | 1 768 228 | 99.8           | 679        | 392           | 287           | 2599                     | 33                   | 544        | 2348       | 256        |
| 2002                                                                            | 1 774 720            | 1 783 441 | 99.5           | 677        | 387           | 290           | 2621                     | 33                   | 502        | 2375       | 256        |
| 2003                                                                            | 1 841 019            | 1 851 040 | 99.5           | 685        | 391           | 294           | 2687                     | 37                   | 502        | 2388       | 256        |
| 2004                                                                            | 1 749 750            | 1 758 720 | 99.5           | 666        | 374           | 292           | 2627                     | 37                   | 497        | 2399       | 256        |
| 2010                                                                            | 1 890 000            | 1 900 224 | 99.5           | 692        | 436           | 256           | 2731                     | 47                   | 504        | 2012       | 258        |
| 2014                                                                            | 1 886 000            | 1 942 155 | 97.1           | 588        | 340           | 248           | 3207                     | 56                   | 347        | 1778       | 261        |
| 2017                                                                            | 1 886 300            | 1 941 825 | 97.1           | 650        | 425           | 225           | 2902                     | 62                   | 314        | 1583       | 263        |
| 2020                                                                            | 1 897 000            | 1 942 389 | 97.7           | 636        | 414           | 222           | 2982                     | 62                   | 306        | 1531       | 264        |
| Fuente: Catholic-Hierarchy, que a su vez toma los datos del Anuario Pontificio. |                      |           |                |            |               |               |                          |                      |            |            |            |

Según cifras oficiales, en el curso 2017-2018 se formaron 63 seminaristas mayores en la diócesis: 51 en el Seminario Mayor diocesano y 12 en el Seminario Redemptoris Mater local. Además, se ordenaron siete nuevos sacerdotes.

## Episcopologio
Últimos cinco arzobispos:
| Foto | Escudo | Nombre del titular                      | Período                                                 | Fin del cargo (razón) |
| ---- | ------ | --------------------------------------- | ------------------------------------------------------- | --------------------- |
|      |        | Pedro cardenal Segura y Sáenz †         | 14 de septiembre de 1937-8 de abril de 1957             | Falleció              |
|      |        | José María cardenal Bueno y Monreal †   | 8 de abril de 1957-22 de mayo de 1982                   | Retirado              |
|      |        | Carlos cardenal Amigo Vallejo, O.F.M. † | 22 de mayo de 1982-5 de noviembre de 2009               | Retirado              |
|      |        | Juan José Asenjo Pelegrina              | 5 de noviembre de 2009 por sucesión-17 de abril de 2021 | Retirado              |
|      |        | José Ángel Sáiz Meneses                 | Desde el 17 de abril de 2021                            |                       |